# El Galpón
El Galpón é um município da Salta, na Argentina.